# Francesco Battaglini
Francesco Battaglini (Mirabello, 13 marzo 1823 – Bologna, 8 luglio 1892) è stato un cardinale e arcivescovo cattolico italiano.

## Biografia
Nacque a Mirabello il 13 marzo 1823.
Papa Leone XIII lo elevò al rango di cardinale nel concistoro del 27 luglio 1885.
Morì l'8 luglio 1892 all'età di 69 anni.

## Genealogia episcopale e successione apostolica
La genealogia episcopale è:
- Cardinale Scipione Rebiba
- Cardinale Giulio Antonio Santori
- Cardinale Girolamo Bernerio, O.P.
- Arcivescovo Galeazzo Sanvitale
- Cardinale Ludovico Ludovisi
- Cardinale Luigi Caetani
- Cardinale Ulderico Carpegna
- Cardinale Paluzzo Paluzzi Altieri degli Albertoni
- Papa Benedetto XIII
- Papa Benedetto XIV
- Cardinale Enrico Enriquez
- Arcivescovo Manuel Quintano Bonifaz
- Cardinale Buenaventura Córdoba Espinosa de la Cerda
- Cardinale Giuseppe Maria Doria Pamphilj
- Papa Pio VIII
- Papa Pio IX
- Cardinale Raffaele Monaco La Valletta
- Cardinale Francesco Battaglini

La successione apostolica è:
- Vescovo Nicola Zoccoli (1886)